# Jur Haak jr.
Jurrian (Jur) Haak jr. (Semarang, 19 juli 1919 – Amstelveen, 23 januari 1970), was een Nederlands verzetsstrijder tijdens de Tweede Wereldoorlog. Van 1956 tot aan zijn overlijden in 1970 was hij rector aan het Montessori Lyceum in Amsterdam.

## Jeugd en opleiding
Jur Haak jr. was het oudste kind van Jet van Eek en Jur Haak sr.. Zijn moeder deed maatschappelijk werk voor de Evangelische Broedergemeente te Amsterdam, zijn vader was een bekende voetballer en atleet die na zijn sportcarrière werkzaam was als leraar wis- en natuurkunde aan het Amsterdams Lyceum, het Amsterdams Avondlyceum en het Montessori Lyceum Amsterdam. Haak had twee zussen en twee broers. Hij groeide op in Nederland. Hij volgde zijn middelbare school opleiding aan het Amsterdamse Montessori Lyceum en studeerde daarna wiskunde aan de Gemeentelijke Universiteit van Amsterdam. Hij was net als zijn ouders lid van de Evangelische Broedergemeente.

## Tweede Wereldoorlog
Haak werd na de eerste grote razzia op juli 1942 benaderd door een Utrechtse vriend, Jan Meulenbelt. Die benaderde collega-studenten voor het realiseren van een structurele oplossing voor het laten onderduiken van Joodse kinderen. Daartoe richtte hij samen met Rut Matthijsen het Utrechts Kindercomité op. Haak betrok zijn zus Tineke erbij, die weer haar vriend van het Amsterdams Montessori Lyceum Wouter van Zeytveld vroeg, die op zijn beurt weer rechtenstudent Piet Meerburg inschakelde. Meerburg was lid van het (oorspronkelijk Joodse) dispuut D.I.D.O en al enige tijd actief in het Amsterdams Studenten Verzet als Piet van Doorn.
Meerburg vormde met Van Zeytveld en Tineke Haak de Amsterdamse Studenten Groep (ASG). Andere kernleden van de ASG waren Meerburgs verloofde Hansje van Loghem en haar huisgenotes op Rubensstraat 32, Iet van Dijk, Gisela Söhnlein, Mieke Mees en Alice Brunner. De ASG hield zich bezig met het laten onderduiken van Joodse kinderen. Dit humanitaire verzet wordt in naoorlogse bronnen aangeduid als het 'kinderwerk'. Het ouderlijk huis van Haak aan de De Lairessestraat in Amsterdam functioneerde enige tijd als kantoor voor het kinderwerk.
De ASG richtte zich eerst op het 'te vondeling leggen' van Joodse baby's, daartoe benaderd door kinderarts Hein Fiedeldij Dop. Vanaf de zomer van 1942 werkte de ASG voor het laten onderduiken van Joodse kinderen nauw samen met het Utrechts Kindercomité. Gisela Söhnlein was tot haar arrestatie in 1943 de contactpersoon met Utrecht. De eerste stop voor de onderduikertjes was meestal Kindjeshaven, de Utrechtse crèche van Trui van Lier en Jet Berdenis van Berlekom. Na verraad in 'het Utrechtse' in 1943, bouwde de ASG eigen netwerken op in Friesland en Limburg. Daarop begon het systematisch wegsmokkelen van Joodse kinderen uit de crèche tegenover de Hollandsche Schouwburg. Walter Süskind van de Joodse Raad, directrice van de crèche Henriëtte Pimentel, enkele van haar kinderverzorgsters, onder wie Sieny Kattenburg en Virrie Cohen, en de directeur van de Hervormde Kweekschool Johan van Hulst zaten in het complot. In de periode 1942-1943 heeft de ASG naar schatting tussen 300 en 400 Joodse kinderen uit de crèche gesmokkeld.
In april 1943 weigerde Haak de loyaliteitsverklaring te ondertekenen die studenten moesten onderschrijven om hun studie te kunnen voortzetten. Hij dook onder in het clubhuis van roeivereniging Nereus, waar hij ook andere onderduikers tijdelijk huisvestte. Broer Bob werd betrapt met een verzetsgedicht op Corellistraat 6, het hoofdkwartier van de verzetsgroep CS-6. Op 3 augustus 1943 deed de SD een inval aan de De Lairessestraat, waar meer verzetsgedichten en stapels bonkaarten gevonden werden. De ouders van Haak werden gearresteerd en opgesloten in de gevangenis aan de Amstelveenseweg.
Jet en Jur Haak sr. kwamen via Kamp Vught in Duitse concentratiekampen terecht. De vader van Haak stierf in concentratiekamp Sachsenhausen, zijn moeder kwam in een buitencommando van Groß-Rosen in Reichenbach om het leven. Haak trok zich terug uit de ASG om voor zijn jongere broers Bob en Floor te zorgen. Hij nam de lesuren van zijn vader op het Montessori Lyceum over met het oog op inkomsten voor het gezin.

## Na de oorlog
Na de Tweede Wereldoorlog vertelde Haak aan zijn zussen en broers dat hij nummer 8028J is op de oorkonde van Groep 2000 van Jacoba van Tongeren, en niet hun vader.
Haak bleef als docent wiskunde verbonden aan het Montessori Lyceum. Van 1956 tot aan zijn overlijden in 1970 was hij daar rector.